# James Wells
James Wells (Hampshire, 1803 – 1872) è stato un predicatore e teologo inglese, pastore battista inglese della corrente "stretta e particolare", attivo a Southwark, a sud di Londra in un'area di forte povertà e problemi sociali.
Dopo una gioventù passata nell'indifferenza religiosa e nella dissolutezza, cade malato e conosce un'intensa esperienza di conversione alla fede cristiana attraverso la testimonianza di alcuni battisti stretti. A suo tempo diventa egli stesso persuasivo predicatore, raccogliendo attorno a sé un uditorio che sarà secondo solo a quello di Charles Spurgeon. Scrive nella rivista Earthen Vessel redatta da Charles Waters Banks (1806-1886) con la quale si identifica un ramo dei Battisti stretti. James Wells accusa il giovane ed energico Charles Spurgeon di predicare indiscriminatamente il dovere della fede in Gesù Cristo e di essere così incoerente con il suo conclamato Calvinismo, secondo il quale l'Evangelo della conversione va proclamato solo agli eletti.
Dopo aver edificato il New Surrey Tabernacle a Walworth, Wells attrae un largo uditorio spesso di migliaia di persone, predicando un Calvinismo "alto" (denominato iper-calvinismo dai suoi detrattori) ed esperienziale. La sua comunità era pure impegnata in progetti di carattere sociale e, sebbene Wells non fosse politicamente attivo, la sua teologia poliutica era quella di un Dissenziente tollerante. Sebbene il suo ministero avesse molti elementi di continuità con l'opera dei Calvinisti stretti di Manchester, il contesto generale di Londra mascherava la gravità della condizione sociale della popolazione e non provoca l'intensità di risposta del ministero di William Gadsby.